# Elecciones municipales de Jipijapa de 2023
Las elecciones municipales en la ciudad de Jipijapa de 2023 hacen referencia al proceso electoral que se realizó el 5 de febrero con el objetivo de elegir a los representantes políticos para el período 2023-2027. Debido al tamaño de la población se eligió un alcalde y siete concejales (cinco por la zona urbana y dos por la zona rural) resultando como ganadora Ángela Plúa de Pachakutik quien es una de las veinticuatro mujeres electas alcaldesas para el período 2023-2027.

## Preparación
El Consejo Nacional Electoral realizó la convocatoria se desarrolló el 21 de agosto de 2022, las inscripciones fueron el 20 de septiembre y la campaña electoral a partir del 3 de enero al 5 de febrero de 2023. La posesión de las nuevas autoridades está prevista para el 14 de mayo del 2023.

## Precandidaturas retiradas
| Lista | Logo | Partido / Movimiento                    | Precandidato | Razón              |
| ----- | ---- | --------------------------------------- | ------------ | ------------------ |
| 6 65  |      | Partido Social Cristiano Unidad Primero | Luis Gencón  | Decisión Personal. |

## Candidaturas
| Lista        | Logo | Partido / Movimiento | Candidato                  | Cargos Previos                                                                        | Ref   |
| ------------ | ---- | --- | -------------------------- | ------------------------------------------------------------------------------------- | ----- |
| 2            |      | Unidad Popular | Miguel Ángel Rivera        | Empresario                                                                            | [ 3 ] |
| 4            |      | Pueblo, Igualdad y Democracia | Bryan Santana Castro       | Ingeniero en Computación y Redes                                                      | [ 4 ] |
| 5 72         |      | Revolución Ciudadana Sí Podemos | César Delgado Orlando      | Director Distrital del Ministerio de Transporte y Obras Públicas (Manabí) (2020-2021) | [ 5 ] |
| 8 61         |      | Por el Trabajo y Bienestar de los Manabitas Confomado por: - Avanza - Movimiento MACHETE                                                    | Washington Sánchez Andrade | Médico Terapista del Lenguaje                                                         | [ 3 ] |
| 12           |      | Izquierda Democrática | Ángel Macías Rodríguez     | Ingeniero en Producción Agropecuaria                                                  | [ 3 ] |
| 17           |      | Partido Socialista Ecuatoriano | Lenín Merchán Baque        | Asesor Técnico del Municipio de Jipijapa                                              | [ 6 ] |
| 18           |      | Pachakutik | Ángela Plúa Santillán      | Médico Nefrólogo                                                                      | [ 7 ] |
| 20 6 3 16 35 |      | Por ti con el corazón. Conformado por: Democracia Sí Partido Social Cristiano Partido Sociedad Patriótica Movimiento AMIGO Movimiento MOVER | Antonio Zavala Murillo     | Alcalde de Jipijapa (1984-1988)                                                       | [ 3 ] |
| 21 25        |      | Manabitamente Confomado por: - Movimiento CREO - Movimiento Construye                                                                       | María Parrales Poveda      | Economista y Docente Universitaria                                                    | [ 3 ] |
| 62 65 23     |      | Alianza por la Unidad Jipijapense Confomado por: - Caminantes - Unidad Primero - Partido SUMA                                               | Johnny Cañarte Castillo    | Alcalde de Jipijapa (2005-2014)                                                       | [ 3 ] |
| 95           |      | Movimiento Nueva Generación | Carlos Indacochea Merchán  | Ingeniero Forestal                                                                    | [ 8 ] |
| 111          |      | Movimiento Político Libertad, Democracia y Refundación                                                                                      | Galo Delgado del Valle     | Gerente de Avinorgi Cia. Ltda.                                                        | [ 3 ] |

## Resultados

### Elección de alcalde
|  | 25.93 % |

|  | 20.38 % |

|  | 14.11 % |

|  | 10.44 % |

|  | 9.35 % |

|  | 4.29 % |

|  | 3.09 % |

|  | 1.48 % |

|  | 1.38 % |

|  | 1.16 % |

|  | 0.41 % |

|  | 100 % |

### Nómina de Concejales Electos

#### Circunscripción Urbana
| Partido                                                                      | Concejal           |
| ---------------------------------------------------------------------------- | ------------------ |
| Revolución Ciudadana Sí Podemos                                              | Glenda Villacreses |
| Revolución Ciudadana Sí Podemos                                              | Oscar Véliz        |
| Alianza por la Unidad Jipijapense: *Caminantes *Unidad Primero *Partido SUMA | Mauricio Castillo  |
| Unidad Popular                                                               | Wilmer González    |
| Izquierda Democrática                                                        | Marcos Mero        |

#### Circunscripción Rural
| Partido                                                                      | Concejal      |
| ---------------------------------------------------------------------------- | ------------- |
| Revolución Ciudadana Sí Podemos                                              | Edison Quimis |
| Alianza por la Unidad Jipijapense: *Caminantes *Unidad Primero *Partido SUMA | Sugeny Tagle  |